# Eurocode 2
Der Eurocode 2 (oft kurz EC 2) ist die Bezeichnung der europäischen Norm EN 1992 mit dem Titel Bemessung und Konstruktion von Stahlbeton- und Spannbetontragwerken und Bestandteil der Reihe der Eurocodes.
Die EN 1992, die durch die Mitgliedsstaaten des Europäischen Komitee für Normung (CEN) jeweils als nationale Norm übernommen wurde, untergliedert sich in insgesamt vier Teilnormen. Teil 1, untergliedert in Teil 1-1 Allgemeine Bemessungsregeln und Regeln für den Hochbau und Teil 1-2 Allgemeine Regeln – Tragwerksbemessung für den Brandfall, behandelt den allgemeinen Stahlbetonbau für den Großteil der Bauwerke, bzw. Bauteile im Hoch- und Ingenieurbau. Teil 2 regelt spezielle Bemessungs- und Konstruktionsregeln für Betonbrücken und Teil 3 geht auf die gesonderten Anforderungen an Silos und Behälterbauwerke aus Beton ein. Teil 4 Bemessung der Verankerung von Befestigungen in Beton behandelt den Entwurf und die Bemessung von Befestigungen                               (Befestigungstechnik), darunter nachträglich montierte Verankerungen und Einlegeteile, wie Kopfbolzen und Ankerschienen, in Beton.
Der Eurocode 2 behandelt Aspekte des Entwurfs, der Berechnung und der Bemessung von Stahlbetonbauten, mit Hinblick auf die Tragfähigkeit, Gebrauchstauglichkeit, Dauerhaftigkeit und den Feuerwiderstand. Andere Anforderungen, z. B. die des Wärme- oder Schallschutzes werden in eigenen Normen geregelt.
Zur Anwendung kommt die Norm immer in Verbindung mit den Normen Eurocode 0 und Eurocode 1, die die Grundlagen der Tragwerksplanung, bzw. die Einwirkungen auf Tragwerke festlegen. Für Anwendungsfälle im Bereich der Geotechnik wird in der EN 1992 auf den Eurocode 7 verwiesen. Für die erdbebensichere Bemessung ist der Eurocode 8 hinzuzuziehen.
Die Europäische Norm EN 1992-1-1 räumt die Möglichkeit ein, eine Reihe von sicherheitsrelevanten Parametern national festzulegen. Dies geschieht in entsprechenden nationalen Anhängen.
Die aktuelle deutsche Fassung der Norm ist die DIN EN 1992 mit ihren vier Teilen (Teil 1-1 und Teil 3 von Januar 2011 und Teil 1-2 und Teil 2 von Dezember 2010) und den entsprechenden nationalen Anhängen. Der Teil 1 umfasst beispielsweise 237 Seiten und der zugehörige nationale Anhang 97 Seiten. Auch wurde die Norm als ÖNORM für Österreich und als SN für die Schweiz übernommen.